# 稗说
稗说，也称稗说体，是高丽后期出现的类似笔记类的文学体裁。高丽时期的稗说主要是围绕诗人、诗句，记述逸闻趣事，传说，期间夹杂着作者的评论，也记述有关文、赋、对联、酒令等其它文学体裁，以及书法、绘画等艺术门类的轶事:497-506:65-74。稗说在朝鲜王朝前半期得到了很大的发展，不但数量众多，而且在题材和内容上已不局限于诗话，涉及名人逸事、传说、寓言、笑话、天文地理、风俗民情等各个方面。虽然稗说与正史、地理志、寓言集等相比显得“不正规”，但其丰富的内容和灵活的形式，也弥补了专著的不足，对研究朝鲜古代历史、地理、文化有着重要的参考价值。此外，稗说体散文中有关志怪、传说、笑话等部分故事性较强，为此后小说的产生与发展起到了积极的意义。:759-760:221
现存高丽稗说体文集有李仁老的《破闲集》，崔滋的《补闲集》，李奎报的《白云小说》和李齐贤的《栎翁稗说》四部:498。“稗说”一词始于李齐贤的《栎翁稗说》，不过，李仁老的《破闲集》被认为是稗说的开始:65。朝鲜王朝时期稗说作品主要包括徐居正的《笔苑杂记》、《太平闲话滑稽传》，姜希颜的《养花小录》，成倪的《慵斋丛话》，曹伸的《谀闻琐录》，柳梦寅的《於于野谈》等。:759-763:221-225